# Xavi Puebla
Xavi Puebla (n. 1969, Barcelona) es un director de cine y guionista español. Su última película ha sido A puerta fría, estrenada en 2013 y que tuvo una buena aceptación, siendo galardonada con el premio especial de la crítica del festival de cine de Málaga.
Licenciado en Ciencias de la Comunicación por la Universidad Autónoma de Barcelona y graduado en dirección cinematográfica y guion por el Centre d'Estudis Cinematogràfics de Catalunya. Desde 2000, imparte clases de dirección, guion e historia del cine en este centro
Puebla dirige su primera película, Noche de fiesta, en 2000, con un presupuesto muy reducido y producida íntegramente por la Escuela de cine. Después en 2003, realiza el cortometraje Viernes, por el que obtuvo diversos premios y que fue nominado al mejor cortometraje de ficción en los premios Goya de 2005.
Su segundo largometraje como director y guionista, junto a Jesús Gil Vilda, fue Bienvenido a Farewell-Gutmann en 2007, por la que recibe también diversos galardones: mejor guion en el XXXII Festival des Films du Monde de Montréal y el Premio Gaudí al mejor guion, y donde consigue diez nominaciones, incluida mejor película y mejor dirección. Su tercer largometraje A puerta fría (2012), en el que vuelve a colaborar con Jesús Gil Vilda como guionista, fue estrenada en el XV Festival de Málaga de Cine Español, donde recibió el premio de la crítica y el de mejor actor, para Antonio Dechent.

## Filmografía

### Películas
- Noche de fiesta (2000)
- Bienvenido a Farewell-Gutmann (2007)
- A puerta fría (2012)

### Documentales
- Cap a Quimelca (2009)

### Cortometraje
- Viernes (2003)
- Cartas desde la locura (2012)

## Galardones
- Premio Gaudí al mejor guion (con Jesús Gil Vilda) por Bienvenido a Farewell-Gutmann
- Premio de la crítica del Festival de Málaga de Cine Español
- Premio Festival de cine de Montreal al mejor guion (con Jesús Gil Vilda) por Bienvenido a Farewell-Gutmann
- Premio al mejor director Festival de cortos de Badajoz por Viernes